# Автошлях Т 1506
Автошлях Т 1506 — автомобільний шлях територіального значення в Миколаївській області. Проходить територією Миколаївського, Вознесенського, Первомайського районів через Миколаїв — Доманівку — Берізки. Загальна довжина — 174,5 км.